# Pubis
Ne doit pas être confondu avec Mont du pubis.

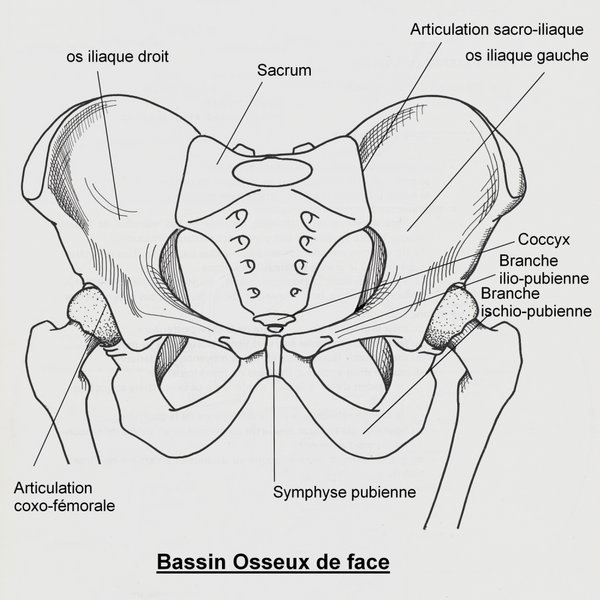
Bassin osseux chez l'homme.

Le pubis (ou os pubis) est  la partie antérieure et inférieure de l'os coxal. 

## Description
Le pubis est relié en haut à l'ilium via l'acétabulum et en arrière à l'ischium en formant la branche ischio-pubienne.
On lui décrit trois parties : le corps, la branche supérieure et la branche inférieure du pubis.

### Corps du pubis
Le corps du pubis (ou lame quadrilatère du pubis) est la partie la plus antérieure du pubis.
En arrière se projette en haut la branche supérieure du pubis et en bas la branche inférieure du pubis.
Sa face médiale présente la surface symphysaire qui s'unit à son équivalent du pubis opposé pour former la symphyse pubienne.
A l'avant se projette le tubercule pubien sur lequel s’insère le ligament inguinal.
Sur son bord supérieur se présente la crête pubienne.
Son bord postérieur limite en avant le foramen obturé.

### Branche supérieure du pubis
La branche supérieure du pubis (ou branche horizontale du pubis) s'étend latéralement et en haut du corps du pubis à l'acétabulum.
Il forme le bord supérieur du foramen obturé qui présente au niveau de l'incisure de l'acétabulum le tubercule obturateur postérieur ou tubercule ischio-pubien postérieur..
Sa face avant donne insertion au muscle droit de l'abdomen vers le corps du pubis.
Le bord supérieur forme le pecten du pubis qui prolonge la ligne arquée de l'ilion. Il donne insertion en avant au muscle pectiné et en arrière sur son versant médial au muscle petit psoas.
Sur son bord antérieur et au niveau de la jonction entre le pubis et l'ilium, se présente l'éminence iliopubienne.
Son bord inférieur forme la crête obturatrice qui forme la lèvre antérieure du sillon obturateur (ou gouttière sous-pubienne).

### Branche inférieure du pubis
La branche inférieure du pubis (ou branche descendante du pubis) prolonge en bas et en arrière pour rejoindre la branche de l'ischion pour former la branche ischio-pubienne. Elle forme le bord antérieur et inférieur du foramen obturé qui présente dans sa partie moyenne le tubercule obturateur antérieur ou tubercule ischio-pubien antérieur.
Sur sa face interne s'insère le muscle élévateur de l'anus derrière la surface articulaire de la symphyse pubienne et le muscle transverse du périnée. Le long du foramen obturé s'insère le muscle obturateur interne.
Sur sa face externe, le long du bord du foramen obturé s'insère le muscle obturateur externe. En dessous de cette insertion s'insère le muscle court adducteur et le muscle gracile et à l'avant le muscle long adducteur.

## Embryologie
Le pubis est un os qui fusionne avec l'ischium et l'ilium dans l'adolescence, au niveau du cartilage en « Y » au centre de l'acétabulum pour former l'os coxal.

## Aspect clinique
Le tubercule pubien est palpable sous la peau et permet la localisation du canal inguinal.

## Anatomie comparée
Le pubis est un des os du bassin des vertébrés tétrapodes.

### Mammifères
Le pubis est la partie inféro-ventrale de l'os iliaque. Pièce osseuse composée de deux os et constituant la partie antérieure et inférieure de l'os iliaque (os large et plat qui forme le bassin). L'articulation sur la ligne médiane des deux os pubiens s'appelle la symphyse pubienne.

### Oiseaux et autres tétrapodes

En 14, l'os du pubis.

Le squelette des oiseaux ressemble à celui des reptiles plus qu'à celui des mammifères. La ceinture pelvienne qui soutient le membre postérieur comprend un pubis long et grêle, dirigé obliquement en arrière, parallèlement à l'ischion et à la partie acétabulaire de l'os iliaque : au point de rencontre de ces trois parties du bassin se trouve la cavité cotyloïde, ouverte en dehors et au fond de laquelle s'insère la tête du fémur,.
L'orientation du pubis a changé au fil de l'évolution, le pubis a pointé vers l'avant et vers le bas ; puis il a reculé et, chez les oiseaux plus évolués qu'archéoptéryx, devient parallèle à l'ischion. Nous ignorons ce qui a favorisé cette évolution, mais le partage de ces caractéristiques par les oiseaux et par d'autres maniraptora témoignent de leur origine commune.

### Dinosaures
La structure des os du bassin (ischium, ilium et pubis), permet de distinguer au sein de la clade Dinosauria les Saurischia des Ornithischia,.

Structure pelvienne des Ornithischia (côté gauche)
Structure pelvienne des Saurischia (côté gauche)